# 三菱・パジェロジュニア
パジェロジュニア（PAJERO-Jr.）は、三菱自動車工業が生産・販売していたSUVである。

## 概要
パジェロミニに続くパジェロシリーズとして1995年に発売された。パジェロシリーズとしては初めてカープラザ店でも併売された。ベースはパジェロミニだが、大型バンパーと樹脂製オーバーフェンダーを採用することで、一般的な消費者が期待するSUVらしさを演出している。また、80 km/h以下でならレバー操作のみでFRと4WDの切り替えができる「イージーセレクト4WD」を装備。
エンジンは1.1 Lの4気筒（4A31型）SOHC16バルブエンジンを搭載する。このエンジンはパジェロジュニア生産終了の10か月後トッポBJワイドに、1年3か月後タウンボックスワイドにそれぞれ搭載された。トランスミッションは5速MTと3速ATの2タイプが設定された。
500 cc刻みである日本の自動車税制から見て中途半端な1100 ccという排気量の設定や、旧軽自動車規格のパジェロミニと同等の室内の広さなどから、車格に対して割高であるとの見方をされる場合がある。しかしエンジンルーム内への遮音材追加、防眩ミラーの追加、エアバッグ、ABS、サイドドアビームといった安全装備の標準化（ただしグレードによる）など、価格上昇分は装備の強化に充てられている。
また、悪路走破性はパジェロに準じ、加えてパジェロミニに比べワイドトレッド化されているため、オフロードのみならずオンロードにおける安定性も高くなっている。

## 初代（1995年-2000年）H57A型

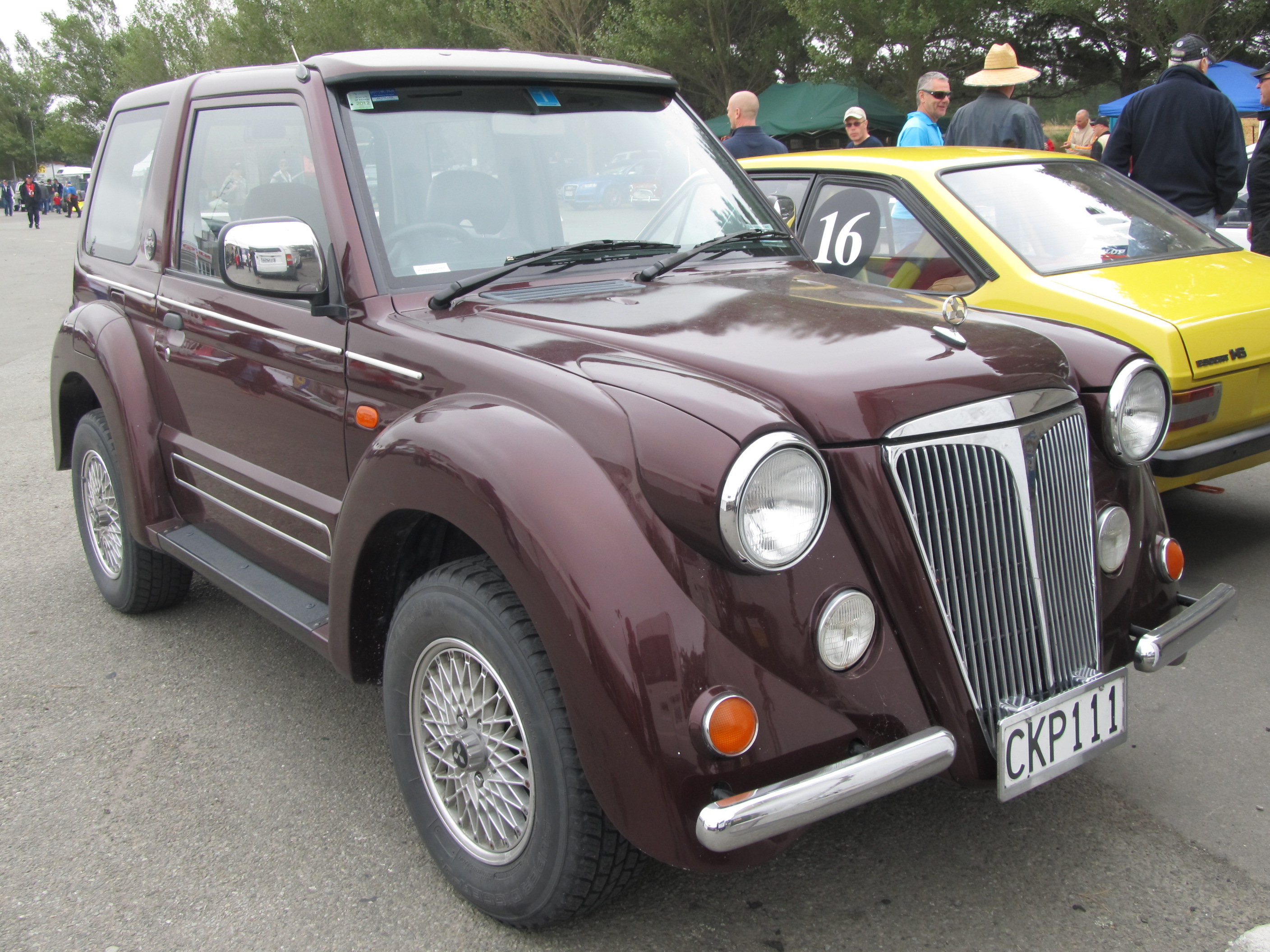
フライングパグ（フロント）
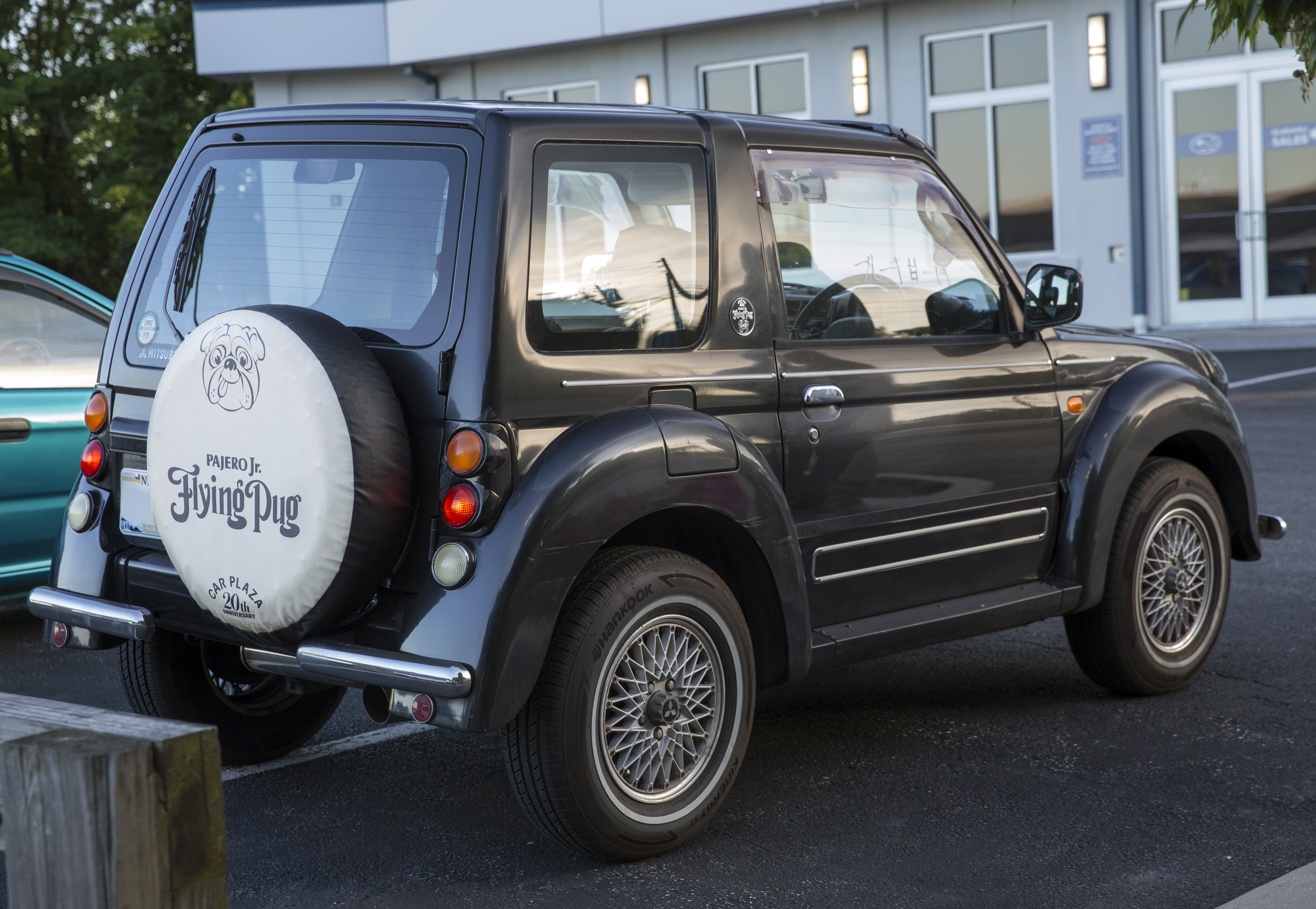
フライングパグ（リア）
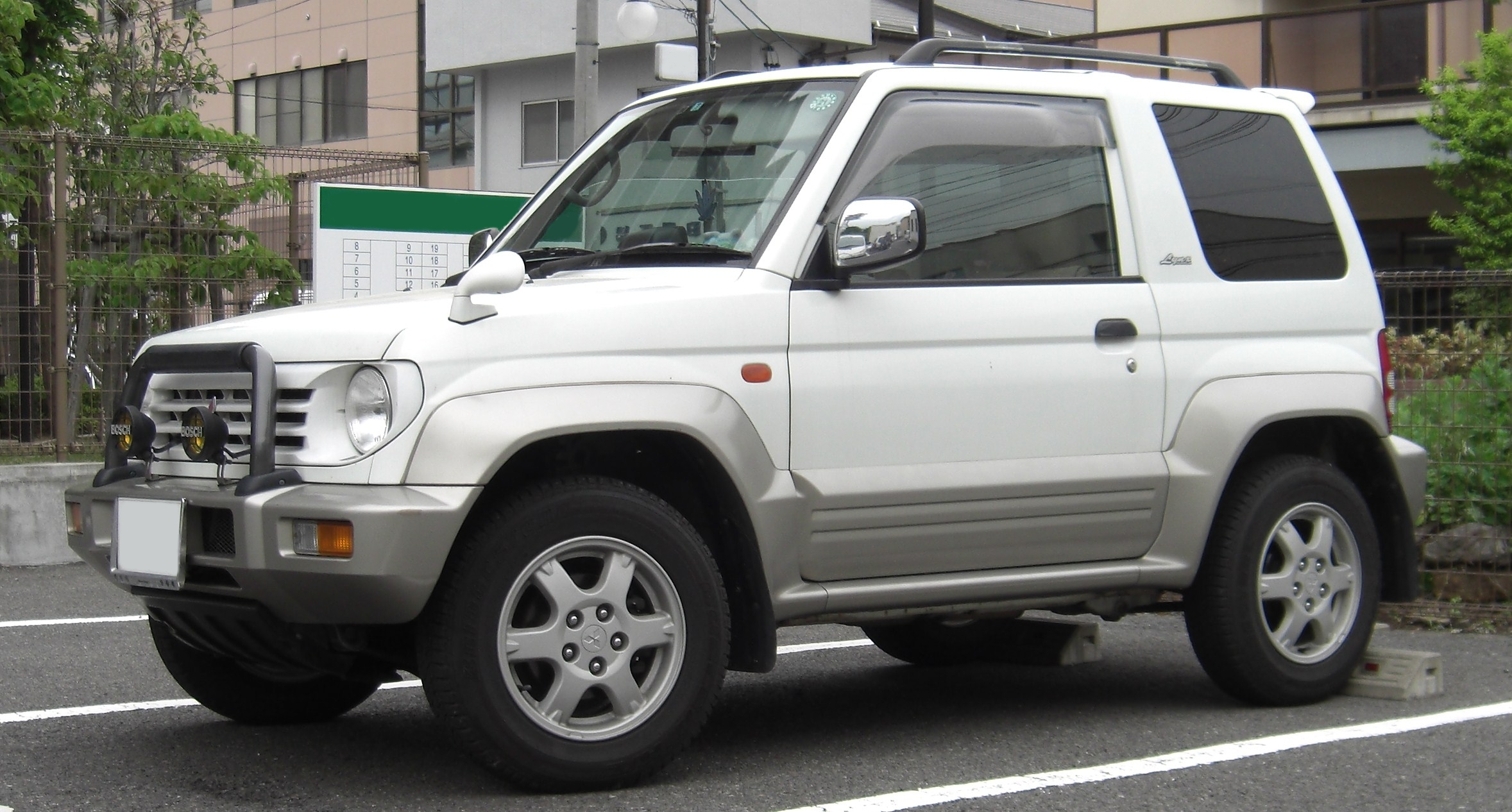
リンクス（フロント）
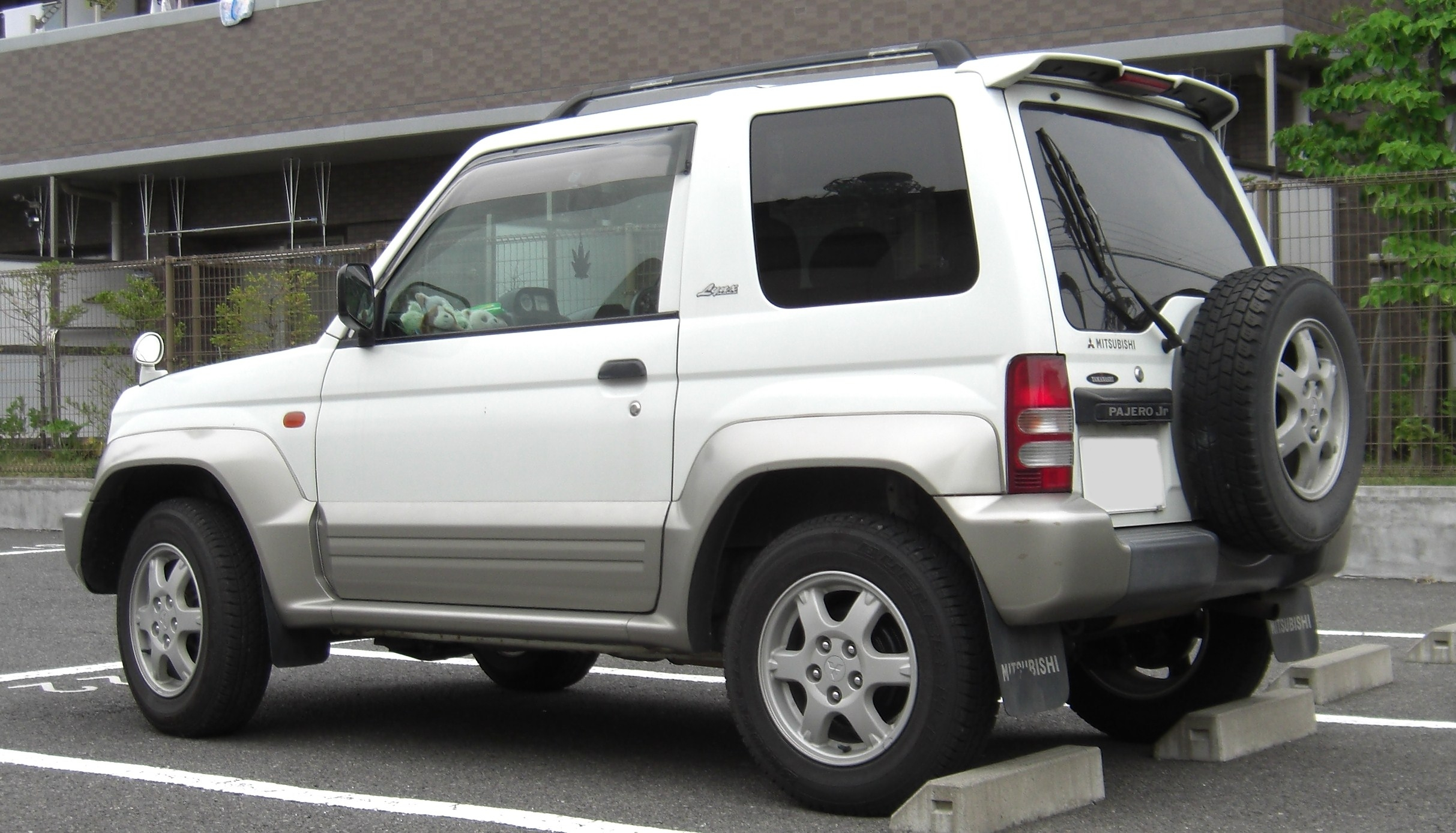
リンクス（リア）

1995年11月
パジェロ・パジェロミニに続き、シリーズ第3弾として登場した。CM出演者は反町隆史。
1996年7月
特別仕様車「ホワイトジュニア」登場。
1997年5月6日
派生車パジェロジュニア・リンクス（PAJERO-Jr. LYNX）が発売される。全国のギャラン店およびカープラザ系販売会社より、夏のレジャーシーズンに向けて手軽なアウトドアライフを楽しむ車として発売された。
1997年9月26日
カープラザ20周年記念限定車種として、クラシック調の外見と木目調のセンターパネルの内装をもつパジェロジュニア・フライングパグ（PAJERO-Jr. FLYING PUG）が発売される。1,000台限定でカラーはフェアリーホワイト、アーマーチャコールグレー、サンチャゴレッドがあった。
1997年10月28日
冬季特別仕様車「Mc TWIST」を発売。
1998年1月7日
特別仕様車「アニバーサリーリミテッド」をベース車パジェロミニと同時に設定、発売。
1998年3月27日
生産終了。以後、在庫のみの対応となる。
1998年5月
リンクスがカタログ落ち。
1998年6月
ホームページへの掲載終了。
2000年4月1日
ごく僅かに残った在庫分全ての未登録車の車両登録を完了し販売終了。後継車であるパジェロイオがデビューするまでの繋ぎ役であったため、車種としては一世代の約5年のみで絶版となった。
2001年2月16日
パジェロミニ、パジェロジュニアの運転席エアバッグのリコール開始。総台数140,301台。
- フライングパグ（フロント）
- フライングパグ（リア）
- リンクス（フロント）
- リンクス（リア）

## 年間販売
| 年   | 販売   |
| ---- | ------ |
| 1995 | 不明   |
| 1996 | 不明   |
| 1997 | 13,320 |
| 1998 | 1,717  |
| 1999 | 19     |
| 2000 | 1      |
| 2001 | 0      |

(sources: Facts & Figures 2002,Mitsubishi Motors website)

## 車名の由来
「パジェロ」（PAJERO）は、チリ・アルゼンチン地方南部パタゴニア地方に生息するヤマネコのパジェロキャット（またはパンパスキャット、コロコロ）から。
「ジュニア」（JUNIOR）は、「年少者」、「下級生」、「息子」という意味。
「リンクス」（LYNX）は、北米、ユーラシア大陸に生息するヤマネコのこと。→オオヤマネコ
「フライング パグ」（Flying Pug）は、空飛ぶ子犬と略される。
「マックツイスト」（Mc TWIST）は、スケートボード競技のテクニック名。後にスノーボード競技やインラインスケート競技にも使用される。